# Кабаново (Омская область)
Кабаново — деревня в Называевском районе Омской области. В составе Князевского сельского поселения.

## История
Основана в 1896 г. В 1928 г. деревня Кабанова состояла из 163 хозяйства, основное население — русские. Центр Кабановского сельсовета Москаленского района Омского округа Сибирского края.

## Население
| 1926 | 2002 | 2010 |
| ---- | ---- | ---- |
| 920  | ↘201 | ↘113 |